# Ranella olearium
Ranella olearium е вид коремоного от семейство Ranellidae.

## Разпространение
Видът е широко разпространен в европейските води, Средиземно море, централните и южни части на Атлантическия океан (Кабо Верде и Западна Африка), Индийския океан (Мозамбик и Южна Африка), Карибско море (Колумбия), покрай Нова Зеландия и в югозападната част на Тихия океан (без островите Галапагос).